# 名古屋鉄道モノレール車庫
モノレール車庫（モノレールしゃこ）は、かつて愛知県犬山市に存在した、名古屋鉄道のモノレール専用の車両基地である。
モンキーパークモノレール線動物園駅の東側に存在したが、2008年（平成20年）12月27日、モンキーパークモノレール線廃止に伴い閉鎖された。

## 概要
- モンキーパークモノレール線のモノレールの車庫であり、日常点検、月検査、列車検査を行う。モノレールという特殊な状況もあり、全般検査、重要部検査も行っている。対応できない重大な故障の場合、犬山検査場へ運搬する場合もあった。
- モンキーパークモノレール線の動物園駅の東側に位置し、日本モンキーパーク内にある。広さは約653m2で、モノレール6両の留置が可能。
- 犬山検査場に所属し、係員も犬山検査場から派遣されていた[2]。
- 車両の移動はトラバーサーを使用する。
- モンキーパークモノレール線は開業から廃止まで一貫して車両はMRM100形[3]であり、モノレール車庫で取り扱う車両も終始変更は無かった。

## 沿革
- 1962年（昭和37年）3月21日：ラインパークモノレール線として犬山遊園 - 動物園間が開業。同時にモノレール車庫設置。
- 2008年（平成20年）12月28日：モンキーパークモノレール線廃止に伴い閉鎖。